# سریه قتل کعب بن اشرف
قتل کعب بن اشرف توسط مسلمانان صدر اسلام که به سریه قتل کعب بن اشرف یا سریه کعب بن اشرف معروف است، یکی از وقایع تاریخی صدر اسلام است که مورد توجه منابع متعددی قرار گرفته است.

## کعب بن اشرف
کعب بن اشرف از جمله ثروتمندان عرب بود که مخالفت سرسختانه‌ای با محمد پیامبر مسلمانان را پیش گرفت. وی از اعراب بنی نبهان بود و در بنی نضیر پرورش یافته بود. وی شاعر و سخنور بود و برای برانگیختن مشرکان مکه به جهت انتقام جویی از کشتگان بدر، به مکه عزیمت کرد. وی در مکه و در راه برگشت به مدینه (بنی نضیر) اشعار بسیاری در هجو پیامبر اسلام سرود. وی علاوه بر فعالیت‌های تبلیغاتی علیه پیامبر اسلام و مسلمانان، با ایجاد رابطه تجاری و مالی با آنان نیز مخالف بود. وی آزار بسیاری به مسلمانان رساند تا جایی که مسلمانان بازار خود را به نزدیکی مسجد النبی در مدینه منتقل کردند.

## شرح واقعه
آزار و اذیت کعب برای مسلمانان قابل تحمل نبود و پیامبر اسلام در دستوری از مسلمانان خواست تا به شر وی پایان دهند. محمد بن مسلمه اعلام آمادگی کرد و با سعد بن معاذ که به دستور پیامبر در این کار محمد بن مسلمه را همراهی می‌کرد، مشورت نمود. در نهایت گروهی از قبیله اوس با وی همراه شدند تا کعب را به قتل برسانند. برای این منظور عباد بن بشر، ابونائله سلکان بن سلامه (برادر رضاعی کعب)، حارث بن اوس و ابوعبس بن جبر، برای قتل کعب راهی شدند. در نهایت کعب در خارج از مدینه، در حوالی شعب العجوز به شکل غافلگیرانه کشته شد. گفته می شود سر وی اولین سر حمل شده در اسلام بود. مورخان این قتل را به عنوان سریه یاد می کنند تاریخ وقوع این سریه، ۱۴ ربیع‌الاول سال سوم هجری گزارش شده است. این قتل مدت کوتاهی پیش از محاصره و اخراج بنی نضیر از مدینه صورت گرفته است.

## پیامدها
پس از قتل کعب، بزرگان یهود در بنی نضیر، هراسان نزد محمد آمدند، محمد نیز پس از ذکر کارهای ناپسند و اشعار آزاردهنده کعب، یهودیان را به صلح دعوت کرد.